# Marcas oscuras de talud

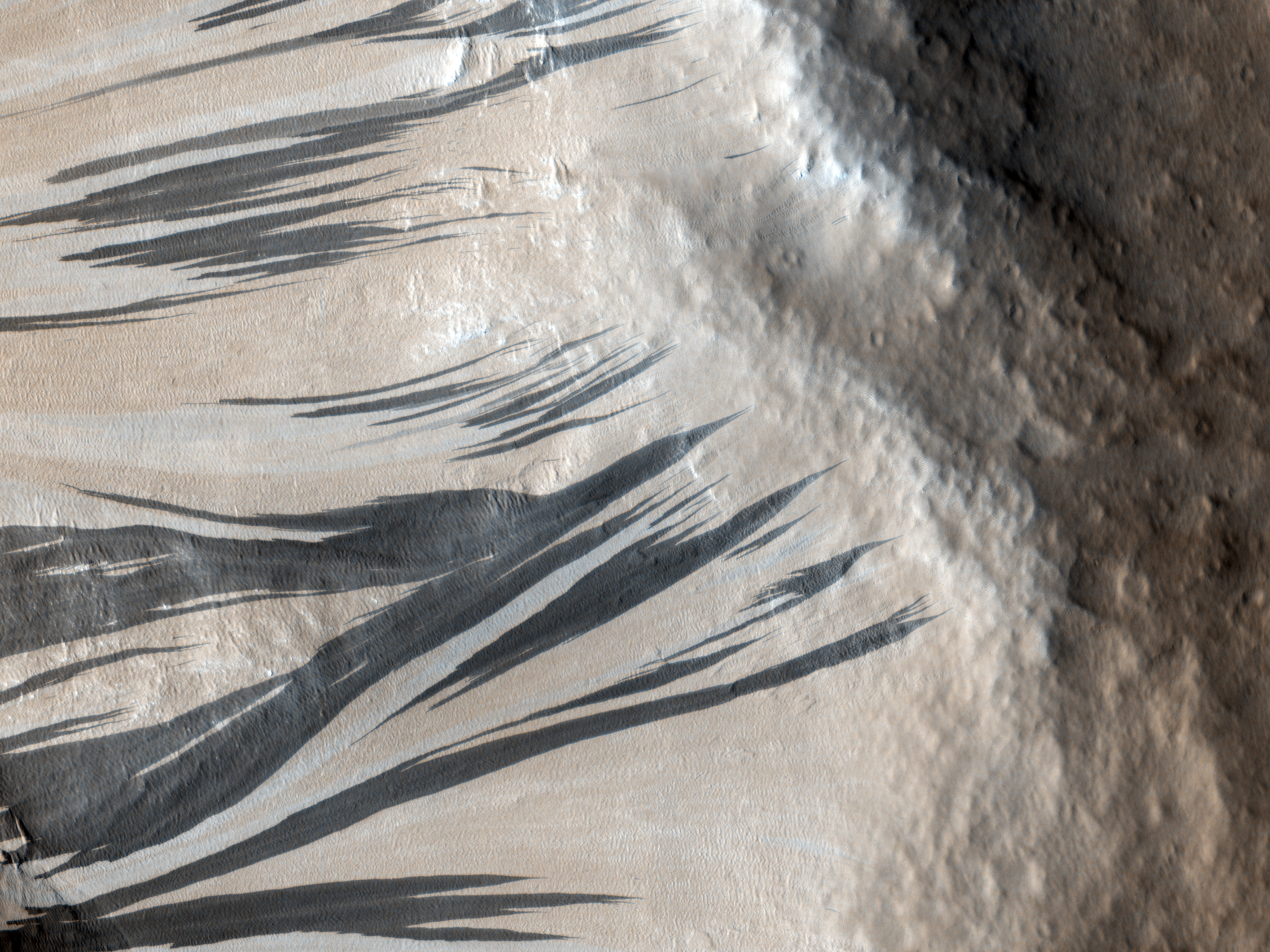
Marcas de pendiente en Acheron Fossae en 2010

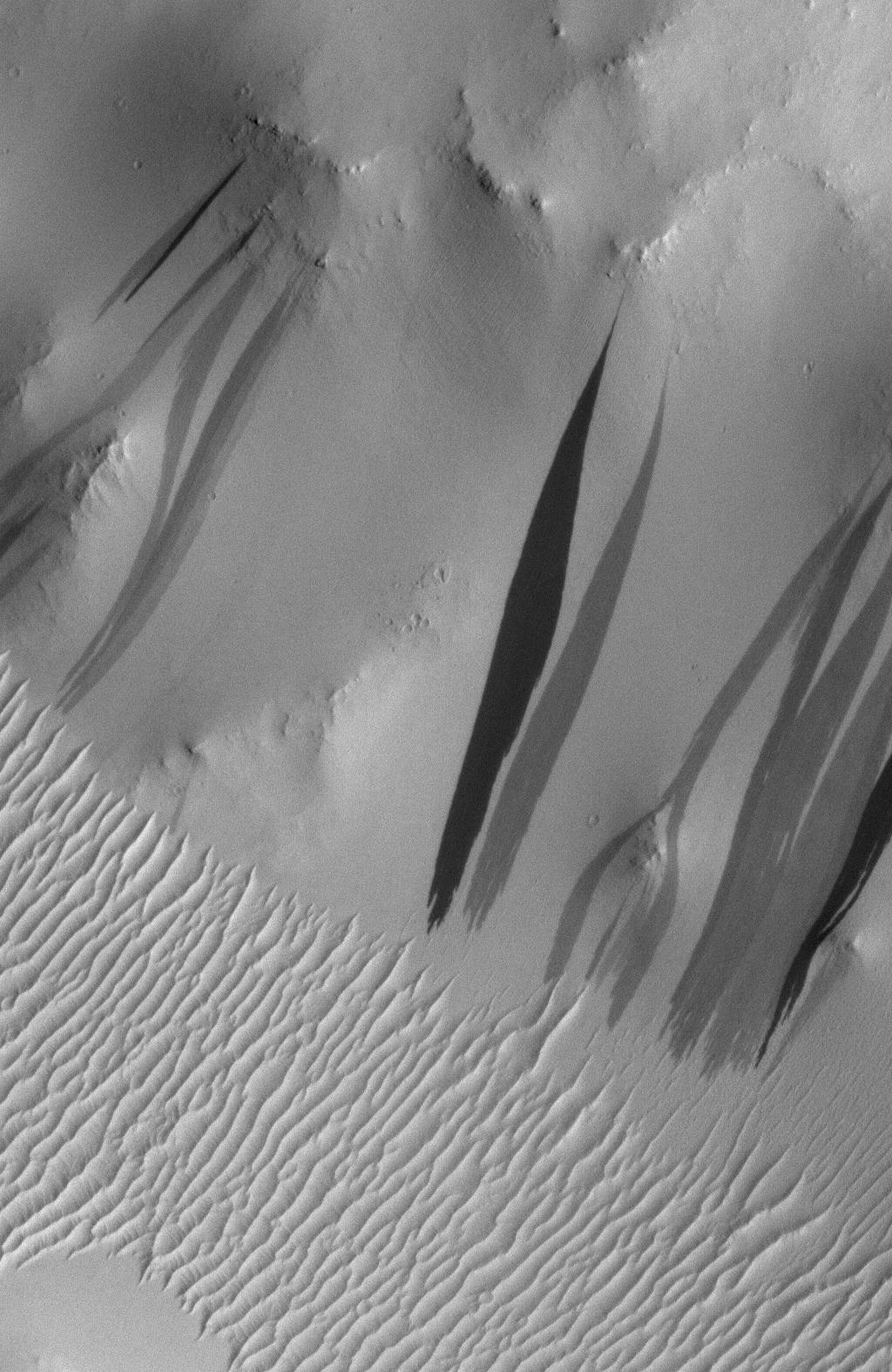
Marcas oscuras de talud en Arabia Terra (imagen Mars Orbital Camera -MOC- de la nave Mars Global Surveyor). Las marcas son aproximadamente un 10% más oscuras que su entorno. El gran contraste aparente en la imagen se debe a su procesado. La imagen abarca aproximadamente 1,65 km (1 milla). Dirección norte hacia abajo.

Las marcas oscuras de talud son unos surcos superficiales característicos de las zonas en pendiente cubiertas de polvo de las regiones ecuatoriales de Marte. Son similares a las producidas por los aludes en la Tierra.
Aparecen en terrenos relativamente empinados, como las escarpaduras y las paredes de los cráteres. A pesar de que  ya se reconocieron por primera vez en las imágenes del Orbitador Viking a finales de los años 1970, no fueron estudiadas en detalle hasta que se dispuso de las imágenes de alta resolución del Mars Global Surveyor (MGS) y del Mars Reconnaissance Orbiter (MRO) al final de las décadas de 1990 y 2000.
El proceso físico que produce estas marcas oscuras en las pendientes es todavía incierto. Lo más probable es que sean causadas por el movimiento de masas de materiales sueltos de grano fino a lo largo de terrenos en pendiente (es decir, aludes de polvo). Las avalanchas alteran y  desplazan la capa de polvo brillante de la superficie, dejando a la vista el sustrato inferior de color más oscuro. La función que el agua y otros materiales volátiles desempeñan en la formación de las marcas es todavía debatido. El proceso es particularmente intrigante, porque es uno de los pocos fenómenos geológicos que pueden ser observados sobre Marte mientras se está produciendo.

## Naturaleza de  las marcas sobre Marte
La configuración de las marcas oscuras de pendiente está asociada a cambios locales en el albedo de la superficie. Se hacen visibles gracias a la diferencia de brillo entre las marcas y el terreno de las pendientes, algo más claro. Normalmente, al ser elementos muy someros, en las imágenes topográficas del relieve no es posible distinguir el desnivel de las marcas respecto a su entorno, excepto en las de máxima resolución (<1 m/píxel). En muchos casos, la textura original de la superficie de la pendiente se mantiene intacta y continúa a través de las marcas, como si no se viese afectada por los acontecimientos implicados en la formación de las marcas oscuras (fotografía de la izquierda). El efecto global recuerda el aspecto de sombras locales arrojadas sobre la superficie de los taludes. Estas observaciones indican que cualquier proceso de formación de las marcas afecta solo a una capa muy delgada situada sobre la superficie. Las marcas son aproximadamente un 10% más oscuras que su entorno, pero a menudo aparecen en las imágenes en color negro porque el contraste ha sido realzado.

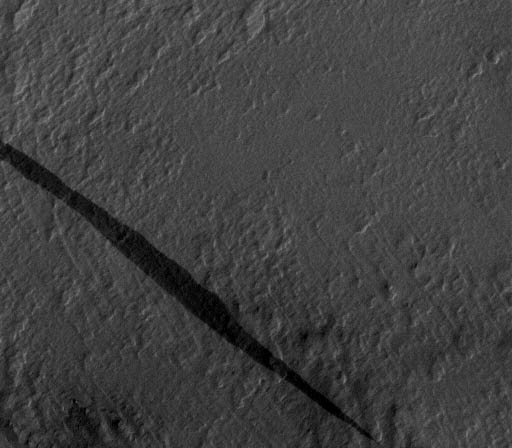
Las marcas oscuras a menudo no afectan a la textura subyacente de la pendiente sobre la que se forman, indicando que su efecto es superficial. (Imagen detalle del fotograma MOC-N/A M09/00039, basado en Sullivan et al., 2001, p. 23,612, figura 5a. Abarca 1,3 km de anchura).

Los efectos de variación de albedo cubren la superficie de Marte en una gran variedad de escalas. Componen la imagen clásica de marcas claras y oscuras de Marte cuando el planeta se observa a través de los telescopios. Las marcas son causadas por las diferentes proporciones del polvo que cubre su superficie. El polvo marciano es de color ocre rojizo, mientras que la roca madre del sustrato y la tierra (regolito) es de color gris oscuro (el color del basalto inalterado). Así, las zonas de polvo sobre Marte aparecen brillantes (albedo alto), y las superficies con un porcentaje alto de rocas y fragmentos de roca son generalmente oscuras (albedo bajo). La mayoría de los efectos de contraste de albedo sobre Marte están causados por el viento, que limpia algunas áreas de polvo, dejando tras de sí una huella más oscura. En otras áreas, el polvo se deposita para producir una superficie brillante. La extracción selectiva y la deposición de polvo es más notable alrededor de los cráteres de impacto y de otros obstáculos, donde se forma una gran variedad de marcas (colas de viento) y manchas.
El tamaño de las marcas oscuras es relativamente pequeño. Difieren de otras marcas de albedo más grandes porque son producidas por la gravedad más que por el viento, a pesar de que el viento puede contribuir a su formación inicial. La causa del oscurecimiento es incierta. Se piensa que el tamaño de las partículas implicadas es muy pequeño (arena, limo, y arcilla). No aparece ninguna roca clástica lo suficientemente grande como para ser distinguida en las imágenes, y la roca madre subyacente de la pendiente nunca queda expuesta (es el caso del polvo formando avalanchas sobre una superficie también cubierta de polvo). Aparentemente, algún otro proceso óptico, mecánico o químico está implicado en la aparición del tono más oscuro.
Generalmente comparten el mismo talud con otras marcas de tonos variables. Las más oscuras se supone que son más recientes; con márgenes más netamente definidos que aquellas marcas que no son tan oscuras. Esta relación sugiere que las manchas se hacen de color más claro y más difusas con el paso del tiempo, probablemente porque se van cubriendo del polvo fresco que cae de la atmósfera. No deben confurdirse las antiguas marcas oscuras difuminadas con las marcas brillantes (véase el epígrafe final del artículo).

## Morfología y localización

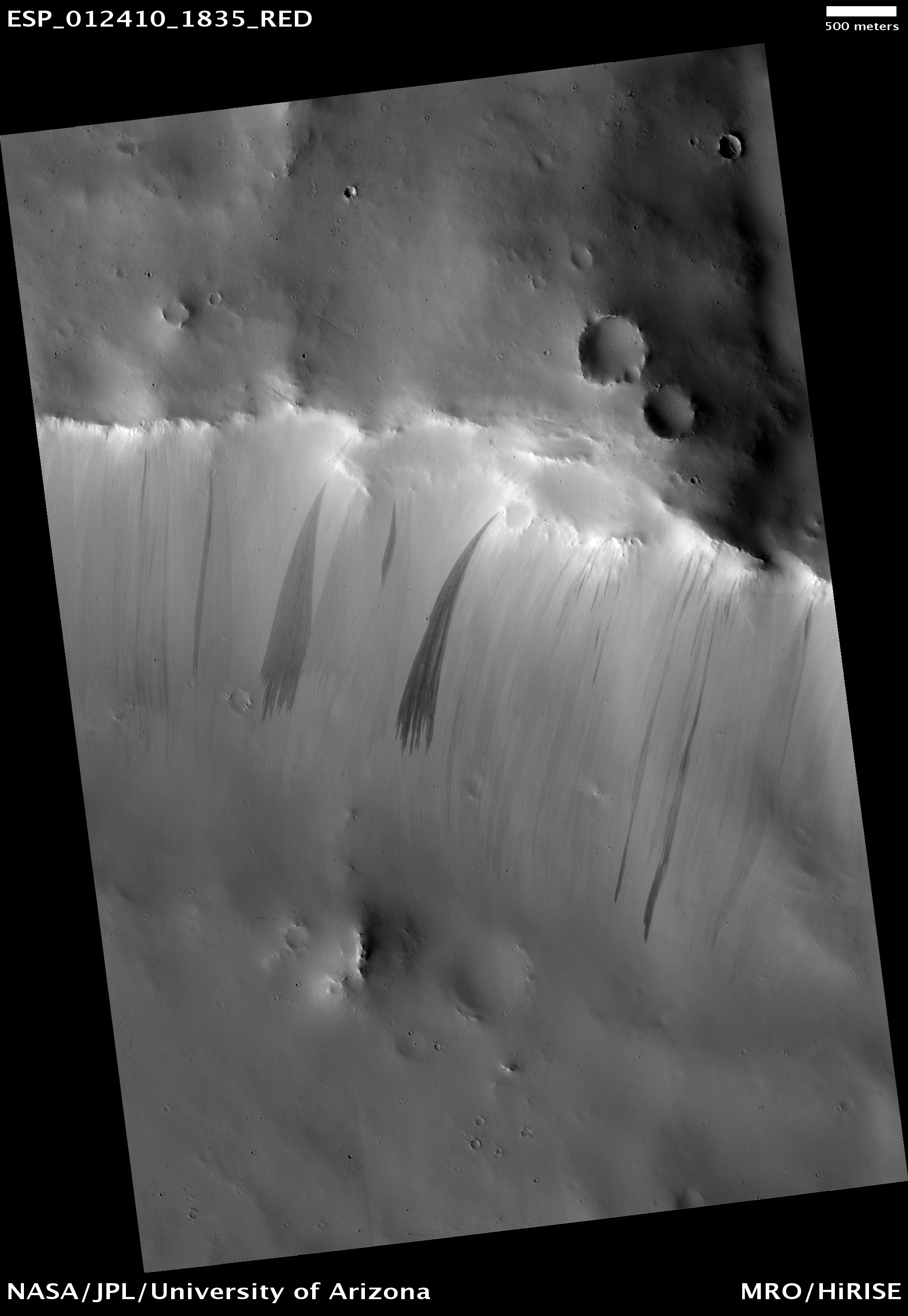
Las marcas oscuras a menudo presentan múltiples "dedos" (efecto de digitación) en el pie de los taludes (imagen de la cámara HiRISE del Mars Reconnaissance Orbiter).

En resoluciones moderadas (entre 20 y 50 m/píxel), las marcas oscuras aparecen como filamentos delgados, alineados paralelamente y siguiendo las líneas de máxima pendiente a lo largo de las escarpaduras y de los brocales de los cráteres. Son a menudo rectilíneas, pero también pueden ser retorcidas o con forma sigmoidea.  En su parte superior suelen ser de forma elongada. Varían aproximadamente de 20 a 200 metros de ancho, con longitudes de varios centemares de metros e incluso por encima de los 1000 metros. Marcas de más de 2 kilómetros de longitud no son frecuentes. La mayoría finaliza con la pendiente del talud, y no se extienden más allá, sobre las zonas niveladas del terreno.
Generalmente se inician en un único punto alto (ápice o vértice) del talud. El ápice a menudo está asociado con un pequeño obstáculo aislado. En imágenes de alta resolución, un cráter de impacto minúsculo es a veces visible en el ápice.  A continuación se ensanchan pendiente abajo desde el ápice, formando una punta triangular. Normalmente alcanzan su anchura máxima antes de la mitad de su longitude total. Una marca oscura puede dividirse en dos alrededor de un obstáculo o formar un patrón de anastomosis (trenzado), desarrollando dedos múltiples (digitación) en su parte final.

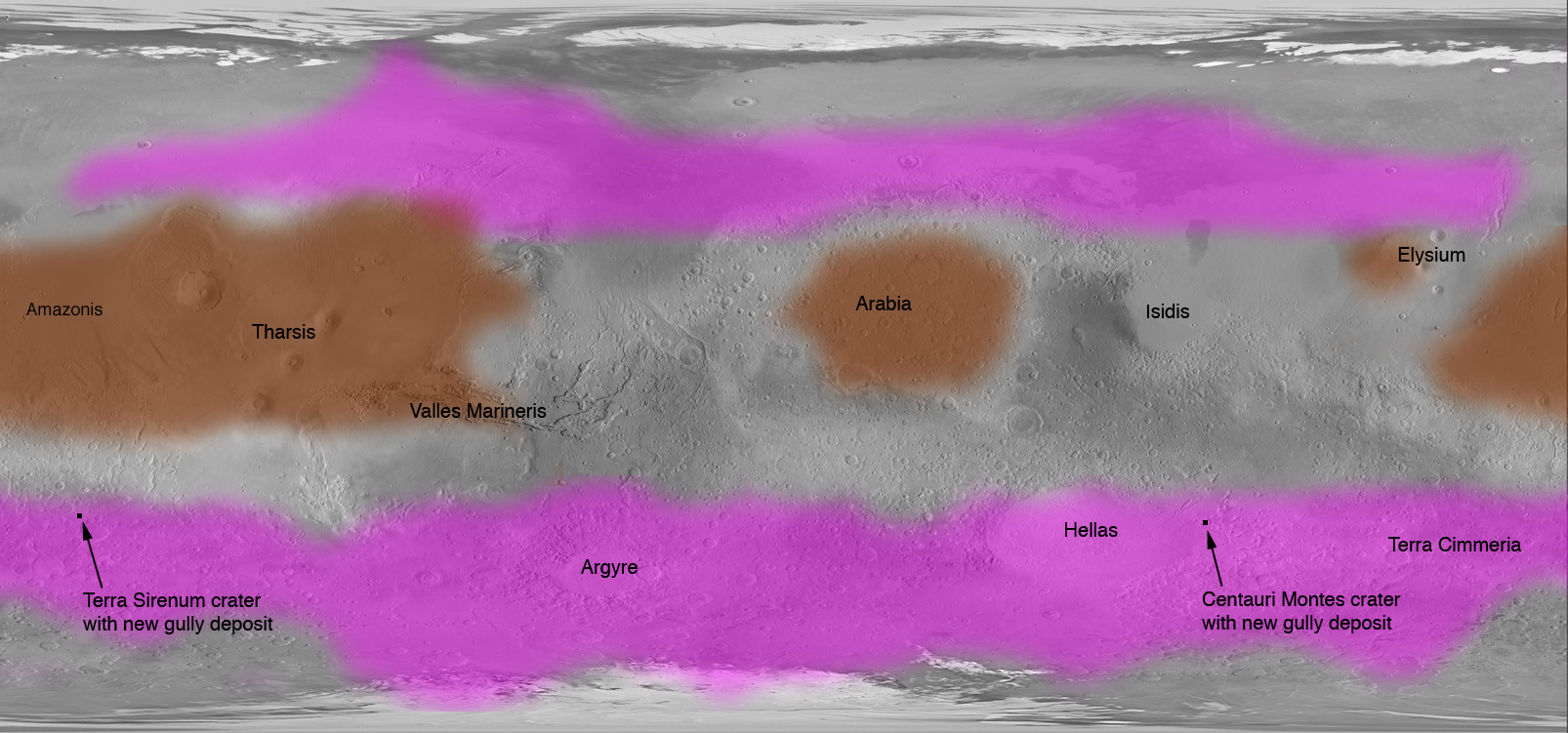
Mapa de Marte que muestra que las marcas oscuras de talud (color marrón) se producen en las regiones ecuatoriales cubiertas de polvo. Las áreas de color rosa son las ubicaciones de los cauces y de los depósitos de cauce. Su distribución geográfica indica que los cauces y las marcas oscuras de talud son fenómenos diferentes.

Imágenes del Experimento Científico de Imágenes de Alta Resolución (HiRISE) del MRO han demostrado que muchas manchas oscuras de talud tienen relieve, contrariamente a las primeras descripciones realizadas cuando todavía no se podía apreciar topográficamente la diferencia de nivel entre las marcas y la superficie del terreno adyacente. La superficie de las marcas típicamente se halla aproximadamente un metro más abajo que la superficie colindante. Este desnivel es solo apreciable en imágenes de máxima resolución y bajo condiciones óptimas de visionado.
Son más comunes en las regiones ecuatoriales de Marte, particularmente en Tharsis, Arabia Terra, y Amazonis Planitia (imagen de la izquierda). Aparecen entre las latitudes 39°N y 28°S. En su límite norte, se sitúan preferentemente en las pendientes orientadas hacia el sur (las de mayor insolación). Curiosamente, también están asociadas con áreas donde se producen picos de temperatura de 275 K (2 °C), próxima al punto triple del agua en Marte. Esta relación ha inducido a algunos investigadores a sugerir que el agua líquida está implicada en la formación de las manchas oscuras de talud.
No parecen mostrar correlación con la cota del terreno ni con el tipo de roca madre. Se dan en una amplia gama de texturas de pendiente, incluyendo tanto superficies lisas y sin marcas, presumiblemente recientes, como taludes más antiguos, marcados por numerosos cráteres pequeños. Aun así, siempre están asociadas con áreas de superficie áspera, albedo alto, e inercia térmica baja, propiedades que indican que se localizan en pendientes empinadas cubiertas con mucho polvo.

## Mecanismo de formación

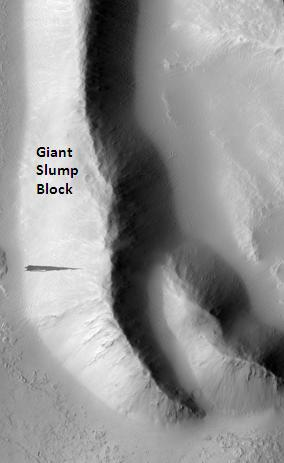
Imagen anotada de las manchas oscuras de talud en Tharsis Tholus (cámara Hirise). Están localizadas en la parte centro izquierda. Tharsis Tholus se halla justo a la derecha, fuera del cuadro.

Los investigadores han propuesto  numerosos mecanismos para la formación de las marcas oscuras de talud. La más extendida es que las marcas son el resultado de aludes de polvo producidos por el flujo granular seco en pendientes pronunciadas, similares a los aludes de nieve suelta en la Tierra. Los aludes de nieve suelta se producen cuando la nieve se acumula bajo condiciones de frío y casi sin viento, generando una nieve en polvo seca, con una cohesión muy pequeña entre sus cristales individuales. Los aludes producen cambios superficiales en la textura de la superficie de la nieve que recorren, que desde una cierta distancia aparece ligeramente de un tono más oscuro que el resto de la pendiente.
Otros modelos implican la presencia de agua, formada por descargas primaverales, flujo subálveo a través de materiales granulares, o percolación estacional de salmueras ricas en cloruros. Utilizando datos del Espectrómetro de Neutrones del Mars Odyssey, los investigadores descubrieron que las marcas de pendiente en la cuenca Schiaparelli aparecen en las áreas que se estimaron capaces de ceder entre un 7.0 y un 9.0 por ciento de su peso en "Hidrógeno Equivalente a Agua" (HEA, WEH en inglés), en contraste con valores del fondo típicos de menos del 4% de HEA. Esta relación sugiere una conexión entre un alto valor porcentual de este parámetro y la presencia de manchas oscuras de talud. Aun así, cualquier proceso que requiera grandes cantidades de agua (por ejemplo, la hipótesis de los caudales primaverales) parece improbable, debido a la inestabilidad termodinámica global del agua líquida sobre Marte.
Otro modelo propone que las marcas oscuras de talud están producidas por flujos de polvo seco lubricado por dióxido de carbono (CO2) gaseoso, accionados por mecanismos de diferencia de densidad. En este escenario, un pequeño cambio en la capacidad de adsorción de la superficie de los granos de polvo libera parte del gas CO2 que contienen. Esta liberación produciriá el flujo de un polvo muy tenue mezclado con el gas, que formaría corrientes pendiente abajo de material de menor densidad. Este mecanismo podría ayudar a explicar la inusual longitud de algunas marcas.
Un estudio de investigación, publicado en enero de 2012 en la revista Icarus, descubrió que las marcas oscuras de talud podían iniciarse por golges de aire provocados por meteoritos que viajan a velocidades supersónicas. El equipo de científicos fue dirigido por Kaylan Burleigh, un pregraduado de la Universidad de Arizona.  Después de analizar unas 65.000 marcas oscuras de talud alrededor de los lugares de impacto de un grupo de cinco cráteres nuevos, emergió una serie de patrones.  El número de marcas era mayor cuanto más cerca se estaba del lugar de cada impacto. Por lo tanto, parece que el impacto de alguna manera probablemente desencadenó la aparición de las marcas. Así mismo, la distribución de las marcas forma un patrón característico con dos "alas curvadas" (similares a la silueta de una cimitarra) que se extienden desde el punto de impacto.  Este patrón sugiere que el aire agitado por el paso de los meteoritos sacudió el polvo suelto, originando los aludes que forman muchas de las marcas oscuras. Inicialmente se pensó que la sacudida sísmica del impacto sobre el suelo podría causar los citados aludes de polvo, pero si esta hubiera sido la causa,  su distribución habría estado dispuesta simétricamente alrededor de los impactos, más que concentrada en dos alas curvadas.
El grupo de cráteres se halla cerca del ecuador, unos 800 km al sur del Monte Olimpo, en un tipo de terreno denominado  formación Medusae Fossae. La zona está cubierta de polvo y contiene valles excavados por el viento ("yardangs" en inglés).  Estos yardangs presentan pendientes empinadas cubiertas con capas de polvo apelmazado, que al recibir la exploxión sónica a través del aire resultado del movimiento del meteoro, pudieron precipitarse pendiente abajo.
Utilizando fotos tomadas por el Mars Global Surveyor y por la cámara HiRISE a bordo del Mars Reconnaissance Orbiter de la NASA, los científicos han encontrado aproximadamente 20 impactos nuevos cada año sobre Marte. Dado que la aeronave ha observado Marte casi continuamente durante 14 años, las imágenes más nuevas con cráteres recientes pueden ser comparadas con imágenes más antiguas para determinar cuándo se formaron estos nuevos cráteres. Los cráteres analizados aparecen en una imagen HiRISE de febrero de 2006, pero no en una toma del Mars Global Surveyor de mayo de 2004, luego el impacto sucedió en aquel intervalo de tiempo.
El cráter más grande del grupo tiene aproximadamente 22 metros de diámetro, con un área similar a la de una pista de baloncesto. Un meteorito viajando a través de la atmósfera marciana probablemente estalló y se fracturó; resultando una agrupación cerrada de cráteres de impacto. Las marcas oscuras de pendiente se han observado durante bastante tiempo, y se han formulado muchas ideas para intentar explicarlas.  Esta investigación puede haber solucionado finalmente este misterio.

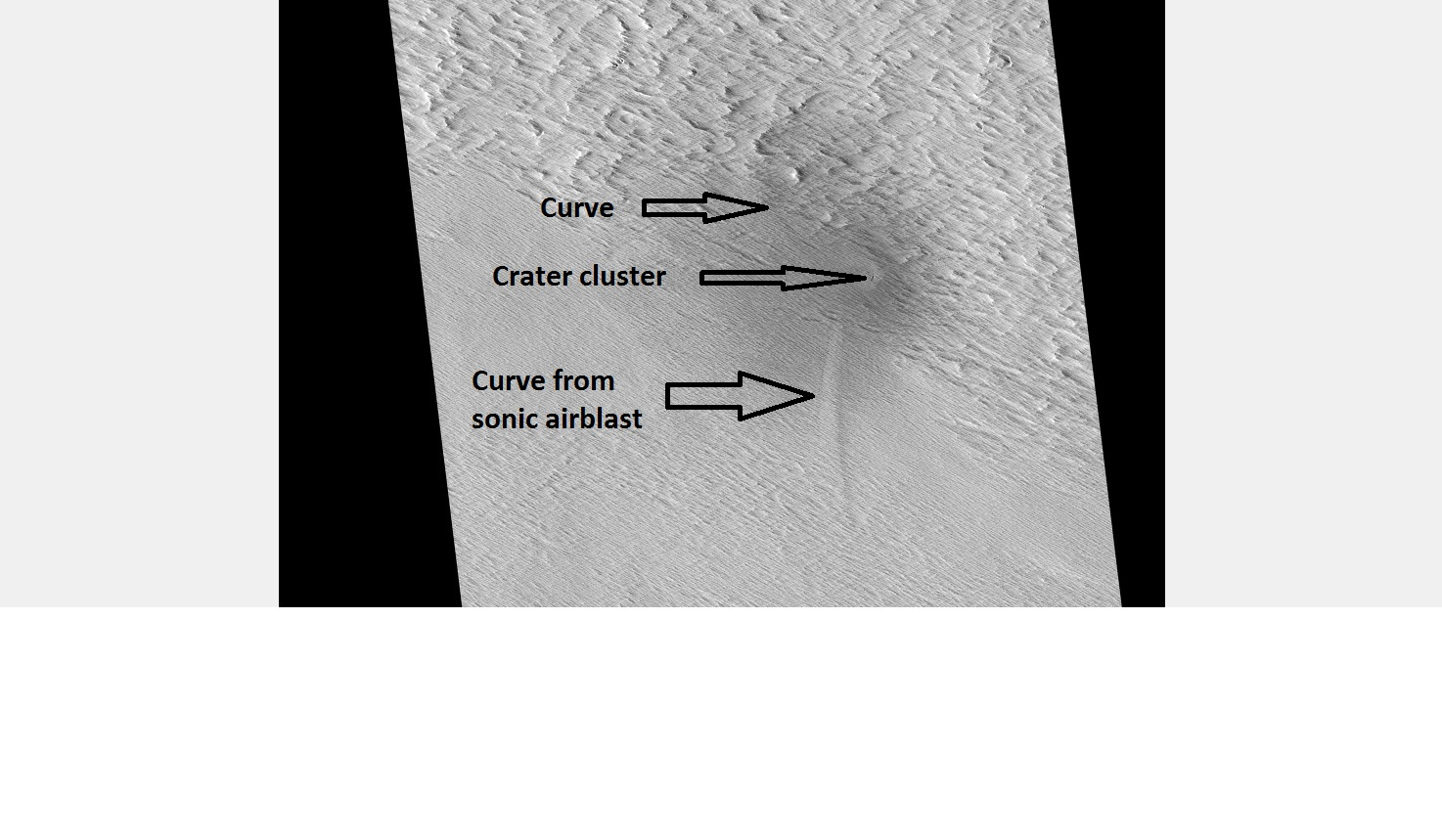
La imagen señala el grupo de cráteres y las líneas curvas formadas por el aire impulsado por el estallido supersónico generado por los meteoritos. Los meteoritos causaron una explosión en el aire que causó avalanchas de polvo en pendientes pronunciadas. La imagen es de HiRISE.
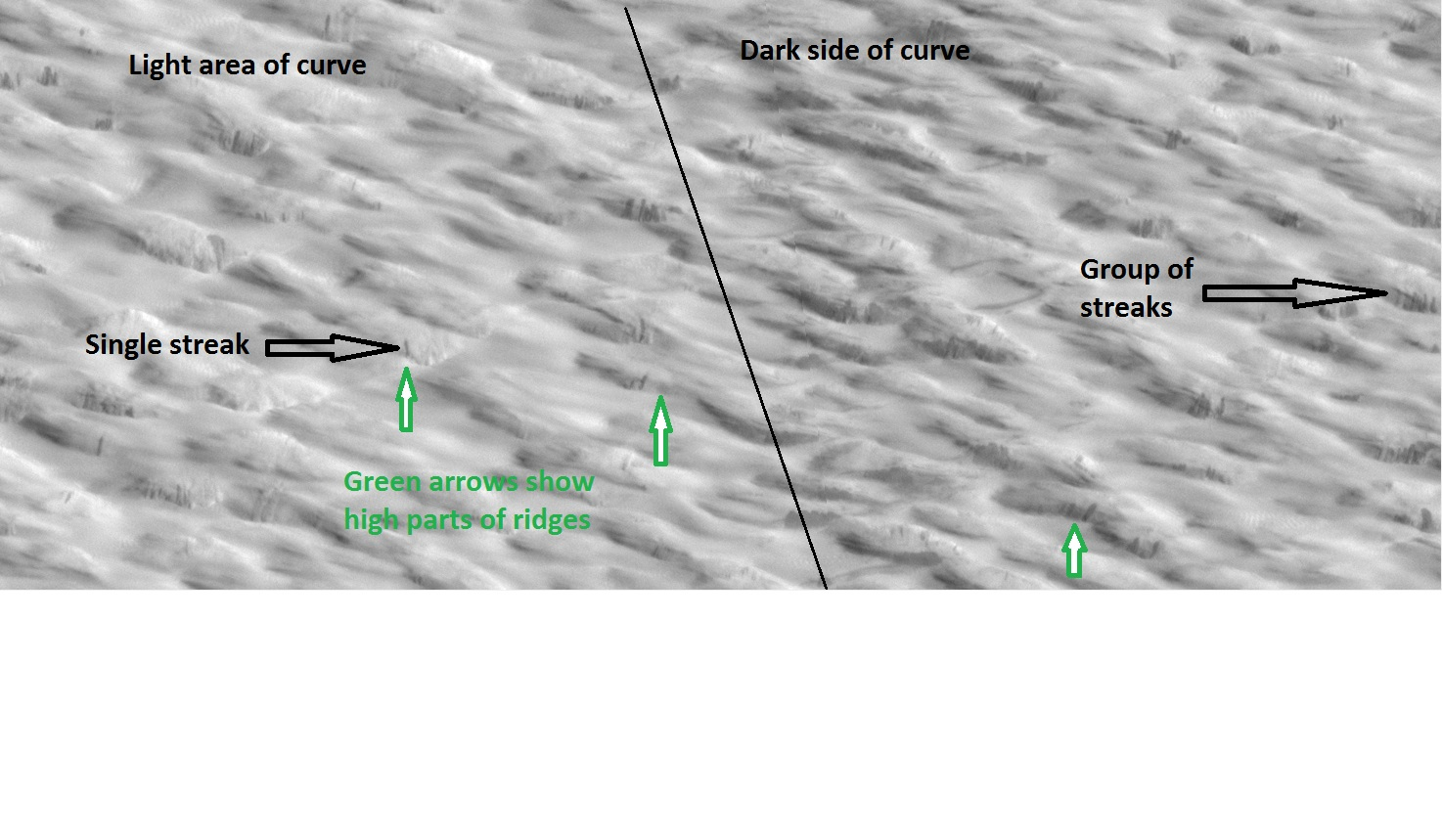
Detalle de la imagen anterior a lo largo del límite claro/oscuro. La línea negra en medio de la imagen muestra la frontera entre la zona clara y oscura de la línea curvada. Las flechas verdes indican las zonas altas de las crestas. El polvo suelto desciende por las pendientes pronunciadas al recibir el golpe de aire generado por el meteorito. La imagen es de HiRISE.

## Tasa de formación

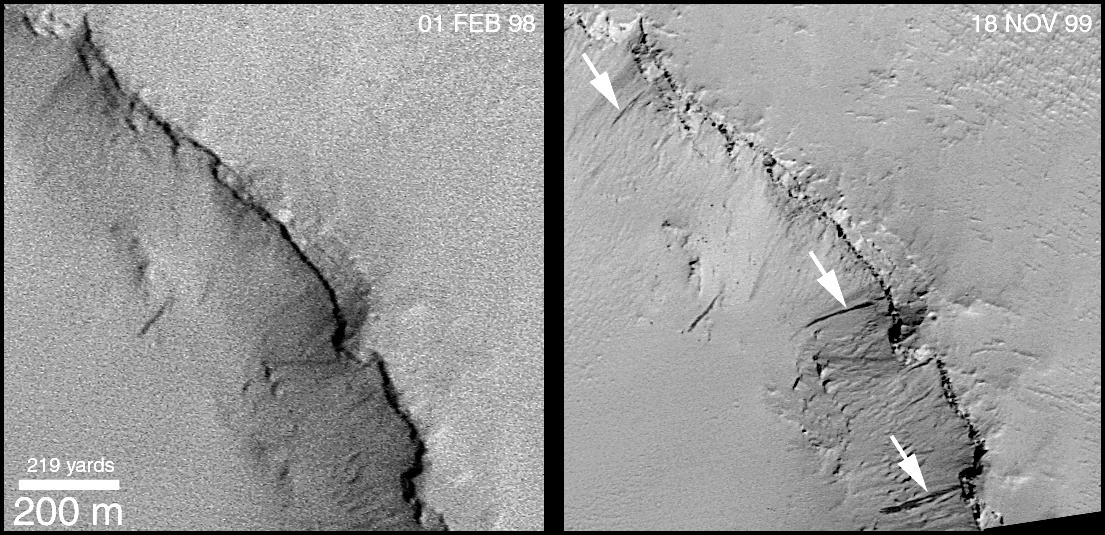
Nuevas marcas oscuras de talud formadas cerca del Apollinaris Mons entre febrero de 1998 y noviembre de 1999 (imágenes tomadas por la Mars Orbital Camera).

Estas marcas son uno de los pocos fenómenos geomorfológicos que se forman en la superficie de Marte actualmente. La formación de nuevas marcas fue identificada por primera vez al compararse imágenes de los Orbitadores Viking de la década de 1970, con imágenes de las mismas ubicaciones tomadas por la cámara en órbita del Mars Global Surveyor a finales de los años 1990. La presencia de nuevas marcas oscuras de talud demostró que su formación permanece activa sobre Marte, en escalas de tiempo comprendidas entre un año y una década. Un tratamiento estadístico posterior que utiliza la superposición de imágenes espaciadas entre sí desde varios días hasta varios años, demostró que se pueden formar a razón de aproximadamente unas 70 marcas por día. Este índice sugiere que las marcas oscuras de talud son el fenómeno geomorfológico más dinámico observable sobre la superficie de Marte.
A su vez, las marcas se desvanecen a un ritmo mucho más lento que el ritmo con el que aparecen. Muchas de las marcas identificadas en las fotografías del Programa Viking son todavía visibles décadas después, a pesar de que algunas han desaparecido. Los investigadores deducen que las marcas aparecen a un ritmo 10 veces más rápido del ritmo con el que desaparecen, por lo que el número de marcas oscuras de talud sobre Marte ha aumentado en las últimas tres décadas. Este desequilibrio probablemente no puede haber persistido durante periodos geológicamente significativos de tiempo. Una explicación posible a este desequilibrio es que las marcas de un período de varios siglos puedan ser borradas en masa como consecuencia de tormentas de polvo extraordinariamente violentas e infrecuentes (tormentas de una magnitud no observada sobre Marte desde que comenzaron a operar las naves Viking). Después de una de estas tormentas, se depositaría una capa de polvo fresco con la que comenzaría un nuevo ciclo de formación de marcas oscuras.  Un estudio reciente publicado en la revista Icarus estimó que las marcas duran aproximadamente 40 años. Los investigadores compararon las imágenes del Viking y del Mars Reconnaissance Orbiter de una región del Lycus Sulci, comprobando que muchas de las marcas han desaparecido, pero que han sido reemplazadas por otras nuevas.

## Fenómenos similares
Las marcas oscuras de talud se producen en asociación con otros fenómenos superficiales, presentando en ocasiones un cierto parecido a otros procesos geológicos que se producen en la superficie de Marte. Entre estos se incluyen las marcas brillantes de talud, las huellas de los aludes, y la aparición de marcas de pendiente periódicas. Las marcas de la superficie asociadas con el agua que se presentan en las regiones polares de la Tierra se parecen a las marcas oscuras de talud y a las marcas de pendiente periódicas, pero no han sido todavía observadas sobre Marte. Muchos de los fenómenos asociados con los terrenos en pendiente sobre Marte pueden originarse a través de una sucesión continua de procesos, con el desplazamiento de materiales secos en primer plano y un papel menor del efecto de las masas fluviales (relacionadas con el agua) ocupando extremos opuestos. Los cauces son otro elemento común presente en las pendientes ubicadas en latitudes medias del hemisferio sur de Marte que han recibido mucha atención en diversos estudios, pero a los que no se hace referencia en el presente artículo.

### Marcas brillantes de talud
Se trata de un tipo de marcas que presentan un tono más claro (aproximadamente un 2%) que su entorno (Fotografía F de la galería de imágenes). Son mucho más raras las marcas oscuras de talud, pero ambos tipos tienen morfologías similares y aparecen en las mismas regiones de Marte. La evidencia sugiere que las marcas brillantes son más antiguas que las oscuras. Se han observado marcas de talud oscuras superpuestas a marcas brillantes en algunas imágenes (nunca al revés), indicando que las primeras son más recientes. Probablemente las marcas brillantes pueden ser una evolución de antiguas marcas oscuras tras pasar por una etapa en la que se fueron desvaneciendo parcialmente. Esta suposición se mantiene con la evidencia geográfica que indica que las marcas de talud brillantes son ligeramente más comunes en regiones donde el índice de formación de nuevas marcas oscuras es bajo. En otras palabras, las áreas con una abundancia relativa de marcas brillantes tienden a ser menos activas, y contienen una población más alta de marcas oscuras antiguas.

### Huellas de alud
Áreas con marcas de talud abundantes también contienen una clase aparentemente distinta de huellas de alud. Estas huellas se parecen a las marcas de talud oscuras en su morfología y dimensiones (fotografía G de la galería de imágenes). Típicamente presentan varios metros de profundidad y centenares de metros de longitud. Se inician en un único punto (a veces un pequeño impacto con un cráter apenas visible), en zonas con pendiente elevada. Los bordes discurren ladera abajo con un patrón triangular, aumentando gradualmente de anchura. En la mayoría de los casos documentados, se forma un acúmulo de los materiales arrastrados en la parte inferior del alud. Originalmente denominadas "huellas de alud de anchura métrica", se pensó que su morfología estaba ligada con el grado de pendiente de la ladera donde se producen. Las imágenes de alta resolución del HiRISE sugieren que estas huellas de alud y las marcas oscuras de talud están relacionadas entre sí, y forman parte de un continuo de fenómenos de deslizamiento de materiales activos formados por avalanchas de polvo.

### Líneas de pendiente periódicas (flujos estacionales)
En el verano de 2011, un artículo publicado en la revista Science describió una nueva clase de elementos morfológicos en los taludes, con características que sugieren su formación por la liberación estacional de agua líquida (fotografía H de la galería de imágenes). Se denominaron "líneas de pendiente periódicas" (LPP; en inglés Recurring Slope Lineae, RSL), y recibieron una considerable atención en los medios de comunicación. Estas líneas oscuras son estrechas (de 0,5 a 5 metros), y preferentemente se localizan en pendientes muy pronunciadas del hemisferio sur entre las latitudes 48°S y 32°S. Sucesivas imágenes del HiRISE muestran que las marcas aparecen y crecen durante las estaciones más cálidas y desaparecen en las estaciones frías. 
En realidad, solo muestran un parecido superficial con las marcas oscuras de talud. Son de una anchura mucho menor, y presentan patrones diferentes de pendiente y localización geográfica. Aparecen en pendientes rocosas, con temperaturas estacionales cálidas en superficie (de 250 a 300K; -23 a 27 °C). Esta ubicación puede favorecer el flujo de los fluidos contenidos en las salmueras, que se filtrarían brotando del terreno en ciertas épocas del año marciano. Al contrario que las marcas de pendiente periódicas, las marcas de talud oscuras pueden aparecer esporádicamente en cualquier época del año marciano, y su generación no parece estar relacionada con acontecimientos regionales de carácter general.

### Marcas en suelos helados
Las marcas en las pendientes provocadas por la dinámica de los suelos helados son un fenómeno bastante común (y relativamente poco estudiado) en los terrenos de permafrost (suelos congelados con agua intersticial) presentes en las regiones árticas y antárticas de la Tierra. Son producidas por masas de tierra saturadas de agua parcialmente descongelada que se deslizan sobre una capa inferior permanentemente congelada justo bajo la superficie (plataforma helada). A pesar de que este tipo de marcas no han sido específicamente identificadas sobre Marte, varios investigadores han constatado su semejanza morfológica y espectroscópica con las marcas oscuras de talud de Marte. Las marcas generadas por los suelos helados son estrechas, casi siempre rectilíneas y se alargan talud hacia abajo. Típicamente muestran un leve patrón de mayor oscuridad  con respecto a su entorno, y muestran un relieve mínimo o prácticamente indetectable. Cuando se presentan condiciones de flujo óptimas, aparecen franjas estrechas (generalmente con menos de 60 m ancho y varios centenares de metros de longitud) de suelo humedecido, con un tono ligeramente más oscuro que el terreno circundante. Sin embargo, las diferencias de tono de la superficie desaparecen durante el invierno cuando el agua intersticial vuelve a congelarse, haciendo las marcas prácticamente indetectables.

## Galería de imágenes
Las imágenes siguientes muestran marcas oscuras de talud y otros fenómenos geológicos presentes en la superficie de Marte con los que guarda alguna relación. Para ver los detalles descritos en los textos,  puede ser necesario ampliar las imágenes marcándolas en el ordenador.

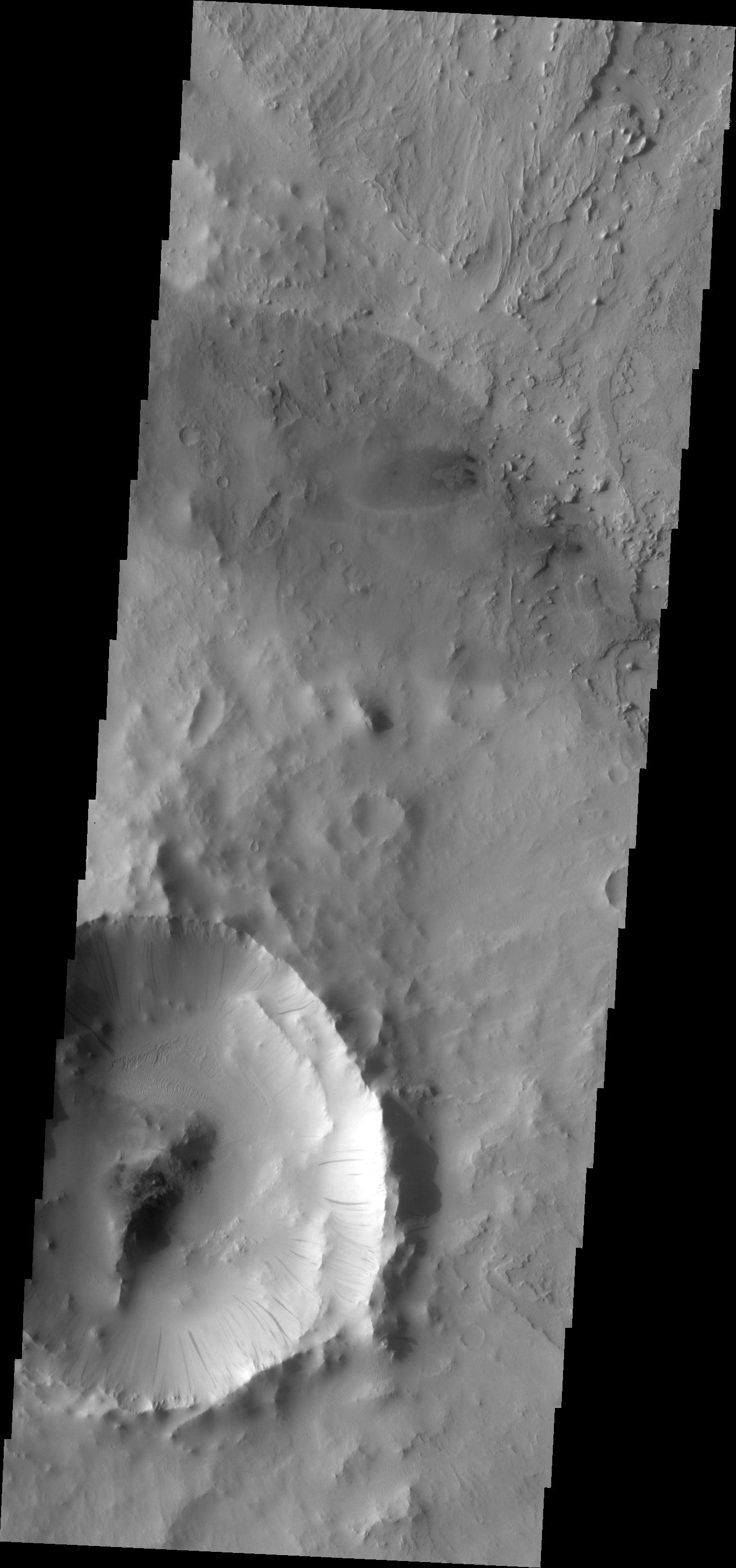
A. Las marcas oscuras de talud son las diminutas líneas de diferente albedo que discurren a lo largo de la pared SE del cráter. Se pueden comparar con la mancha más lejana generada por el viento, situada en la zona ovalado de la parte superior del centro de la imagen (fotografía THEMIS VIS de la aeronave Mars Odyssey, que abarca aproximadamente 25 km de ancho). Norte hacia arriba.
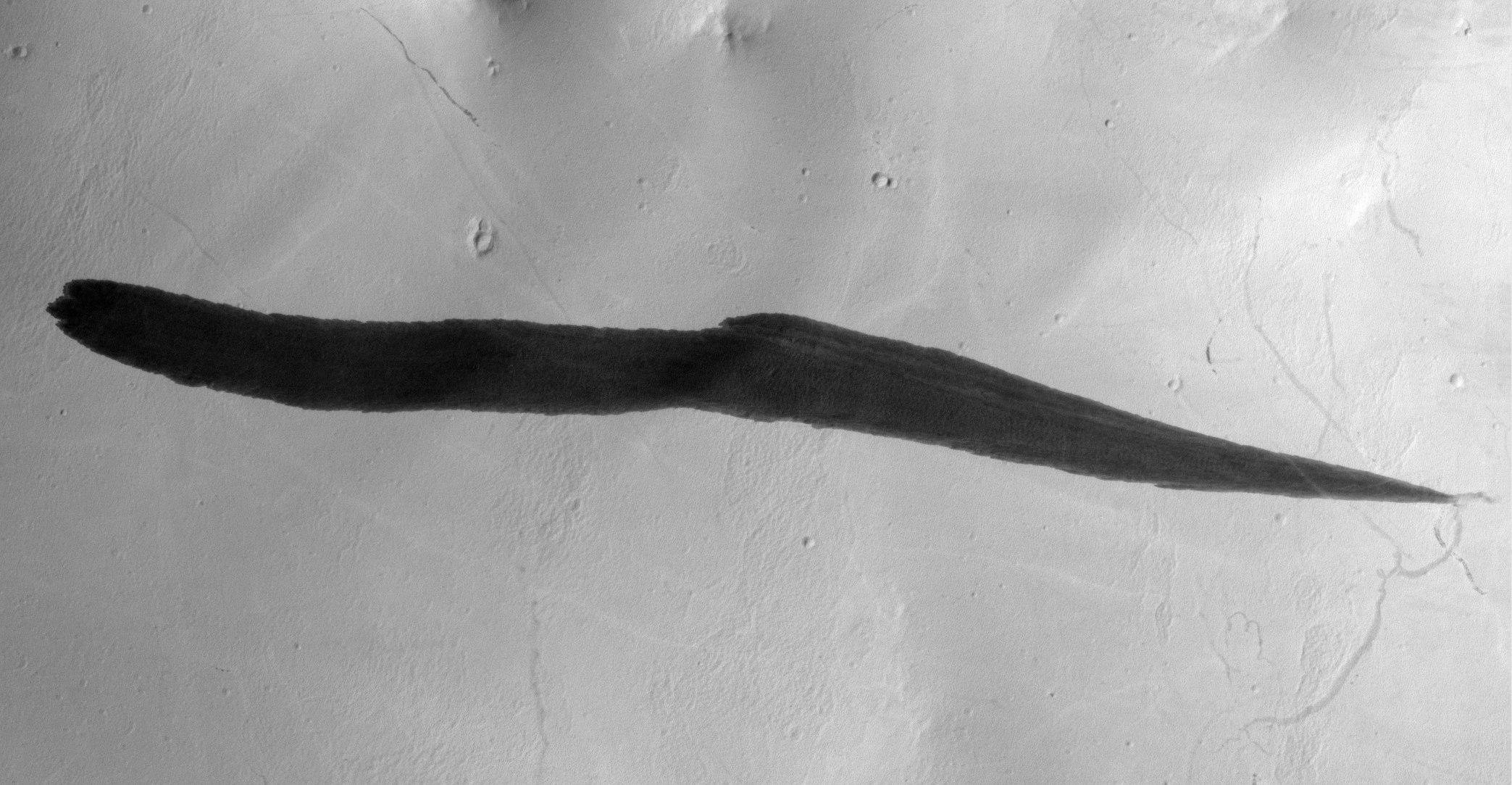
B. Marca oscura de talud que puede haber sido iniciada por un remolino o diablo de polvo, cuya traza es visible atravesando el ápice de la marca oscura (imagen MRO HiRISE; abarca 1,8 km y está basada en Schorghofer et al., 2007, p. 136, fig. 5).
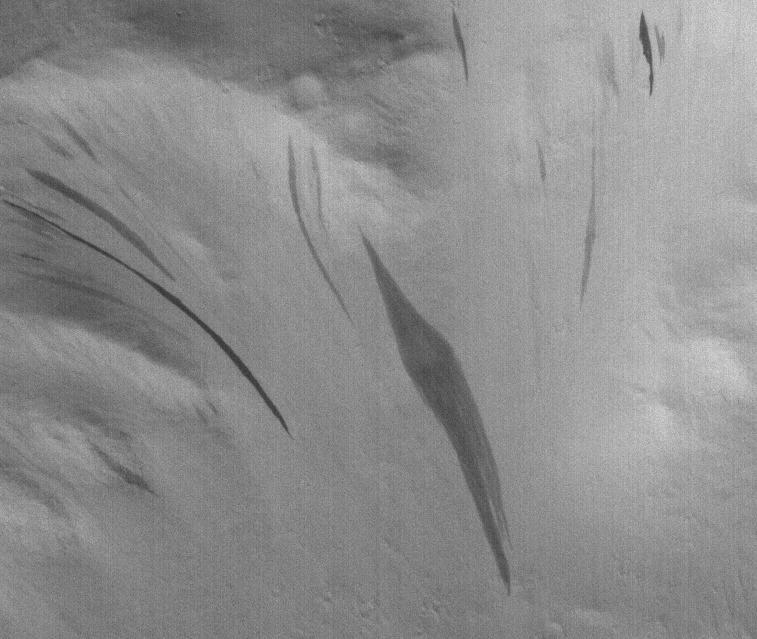
C. Marcas oscuras de talud en el cuadrángulo Diacria (imagen de la Cámara MOC sobre el Mars Global Surveyor).
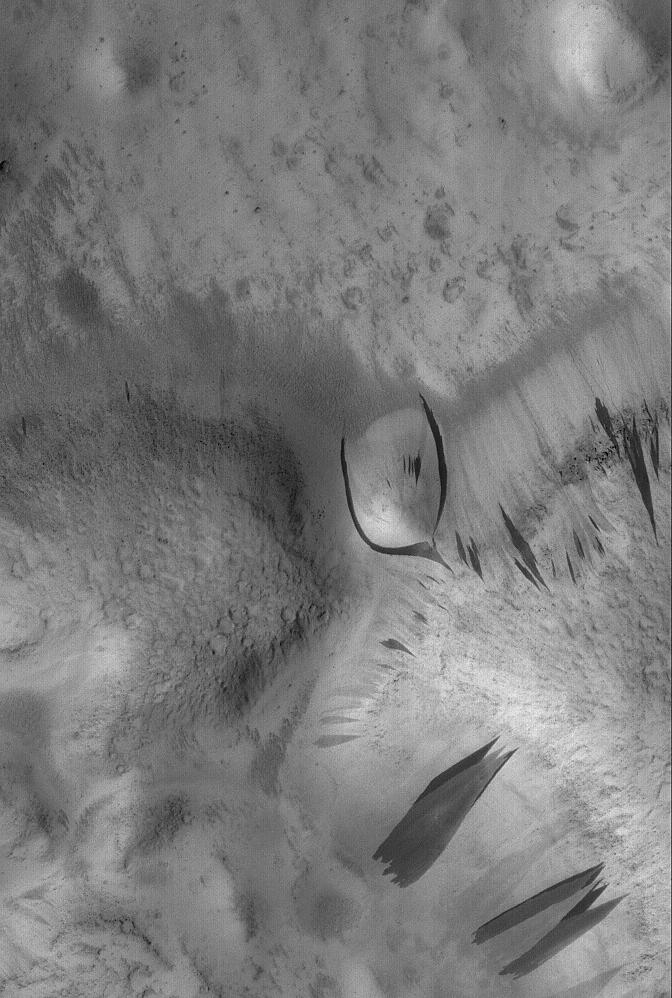
D. Marcas oscuras de talud en Phlegra Dorsa (fotografía MOC). La marca próxima al centro de la imagen se ha desviado alrededor de una pequeña elevación. La imagen abarca aproximadamente 3 km de ancho.
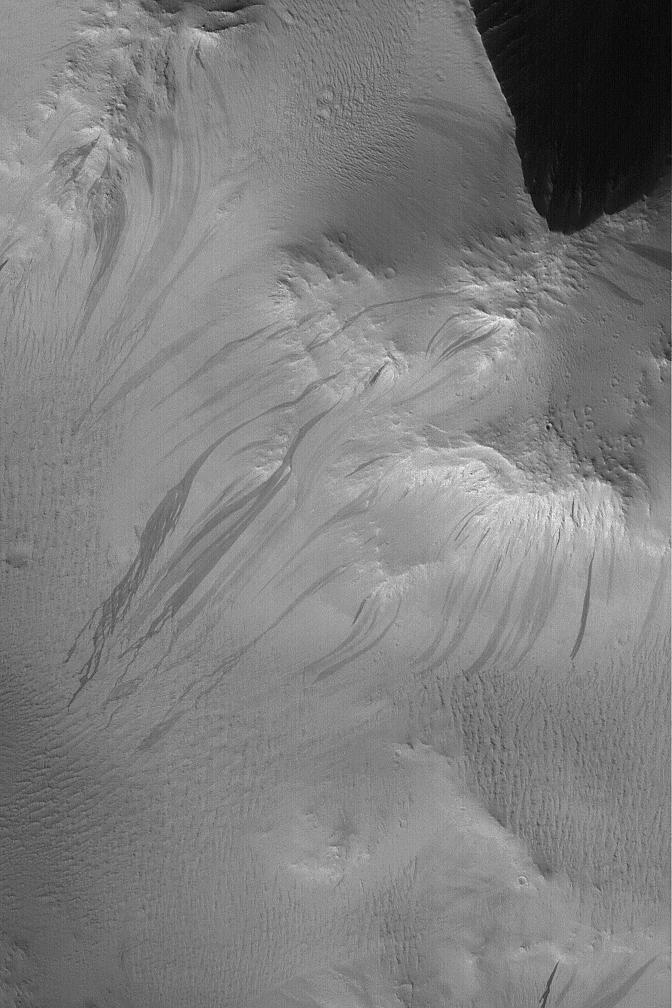
E. Trenzado (anastomosis) de marcas oscuras de talud en la región Lycus Sulci (fotografía MOC). La morfología se parece a la producida por el flujo de materiales fluidos. La imagen abarca aproximadamente 3 km de anchura.
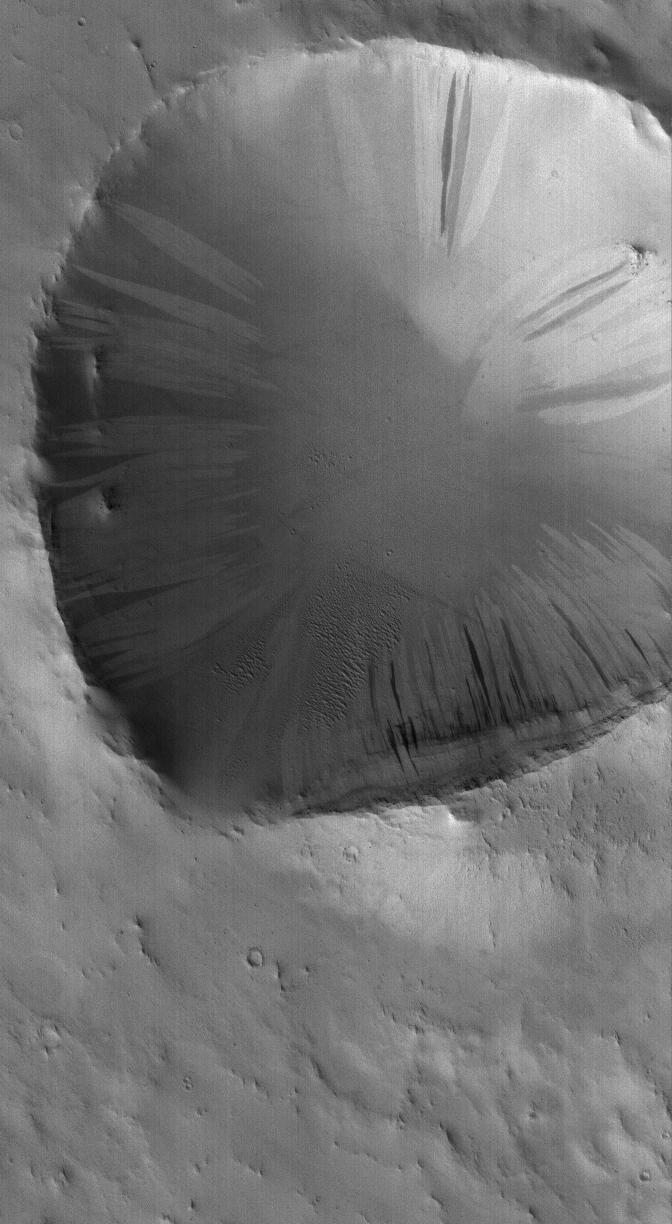
F. Marcas de talud oscuras y brillantes en la pared este de un cráter de impacto en Arabia Terra (fotografía MOC). El análisis fotométrico muestra que el brillo de las marcas es inherente y no debido a especiales condiciones geométricas o de iluminación.
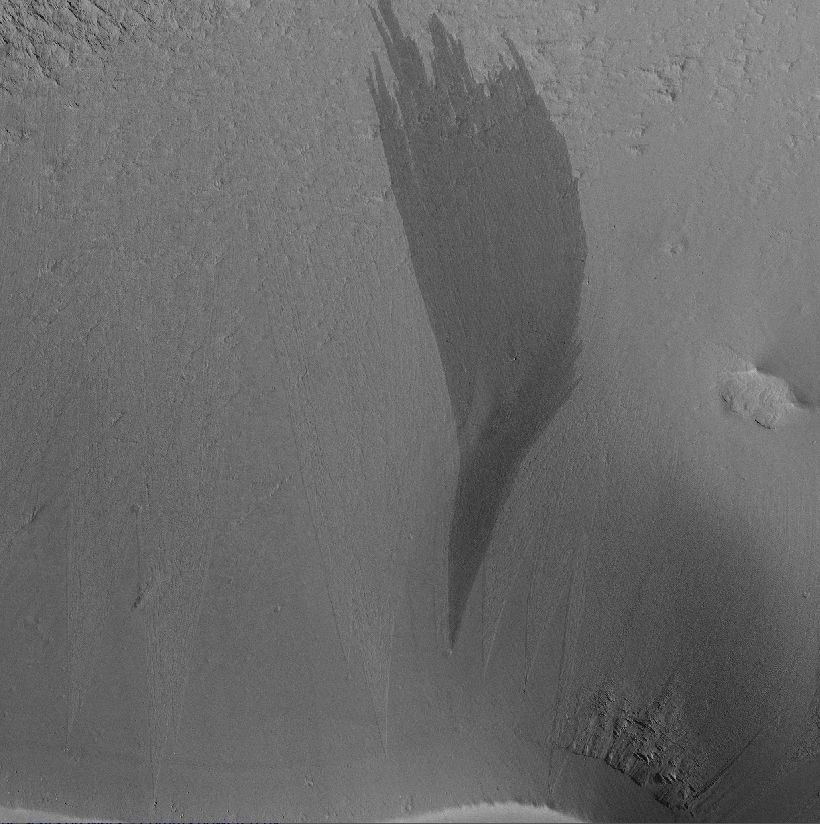
G. Huellas superficiales de un alud asociadas con marcas oscuras de talud. Todas presentan el mismo ápice agudo y una morfología triangular de sus límites, sugiriendo que ambos tipos de elementos tienen un origen similar (imagen HiRISE).
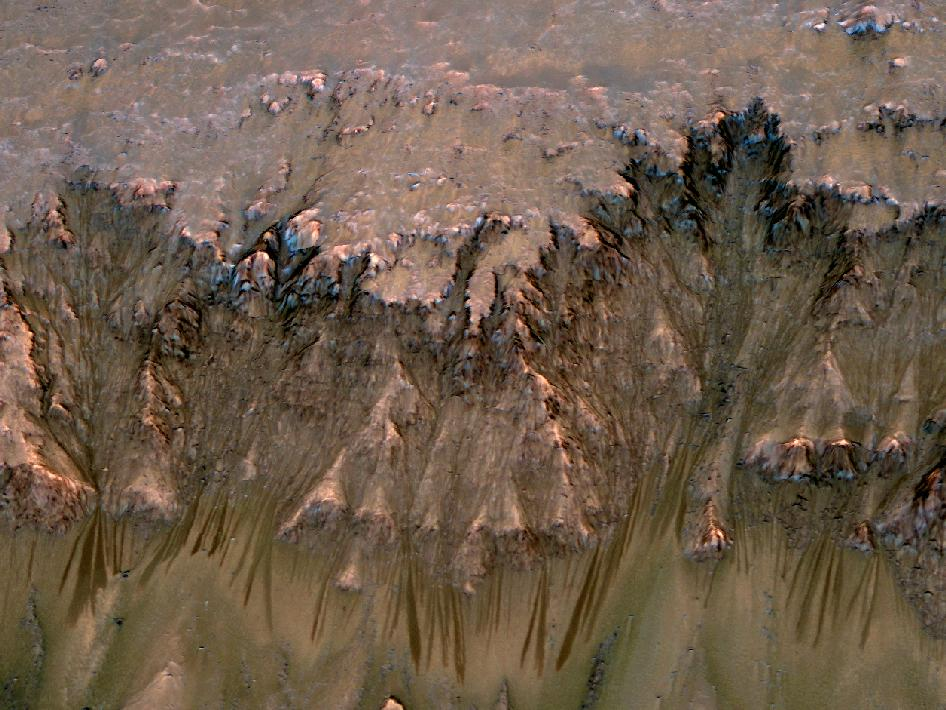
H. Líneas de pendiente estacionales (imagen HiRISE).
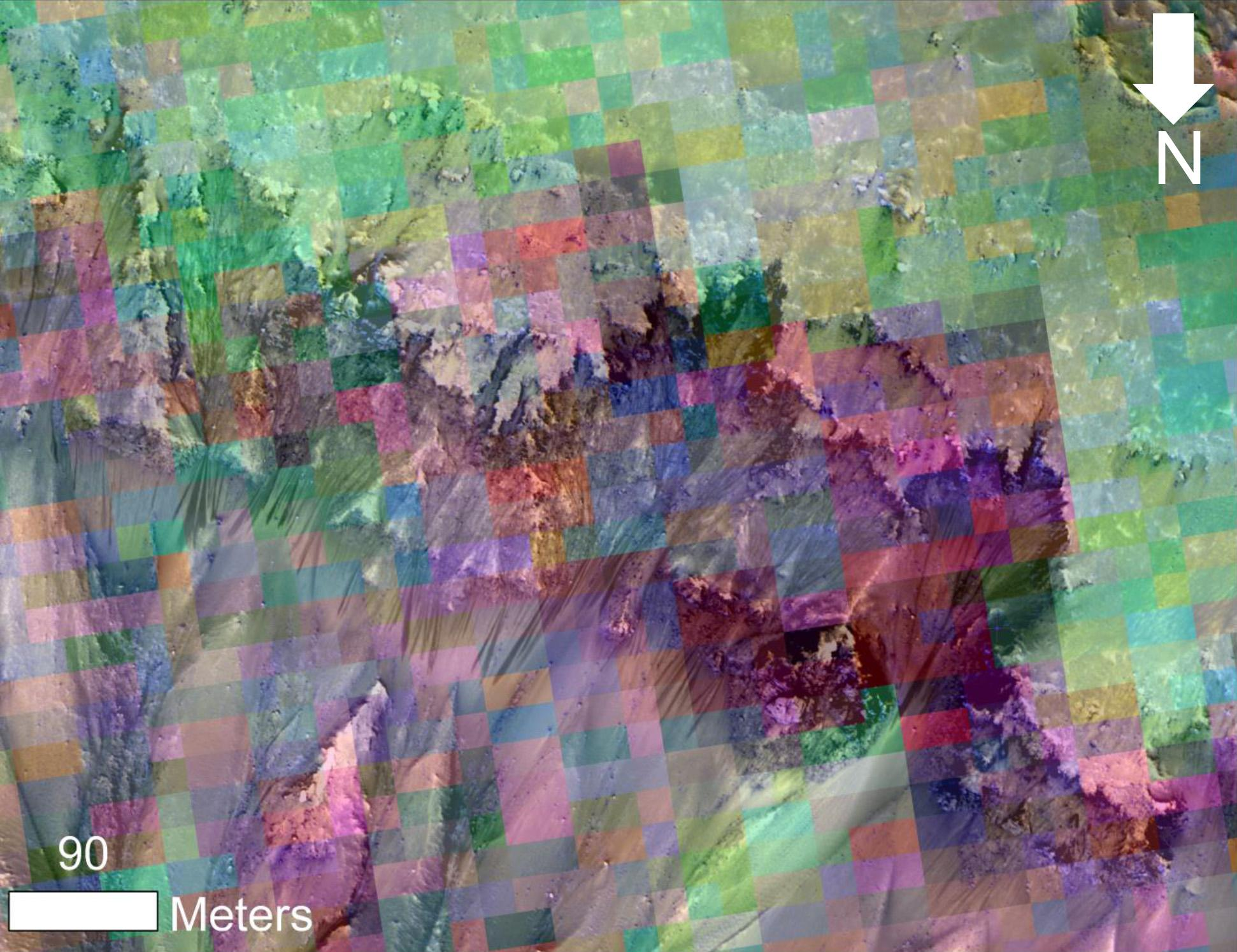
I. Flujos oscuros estacionales, "Líneas de Pendiente Periódicas" (LPP), en taludes de Marte (2 de noviembre de 2007).
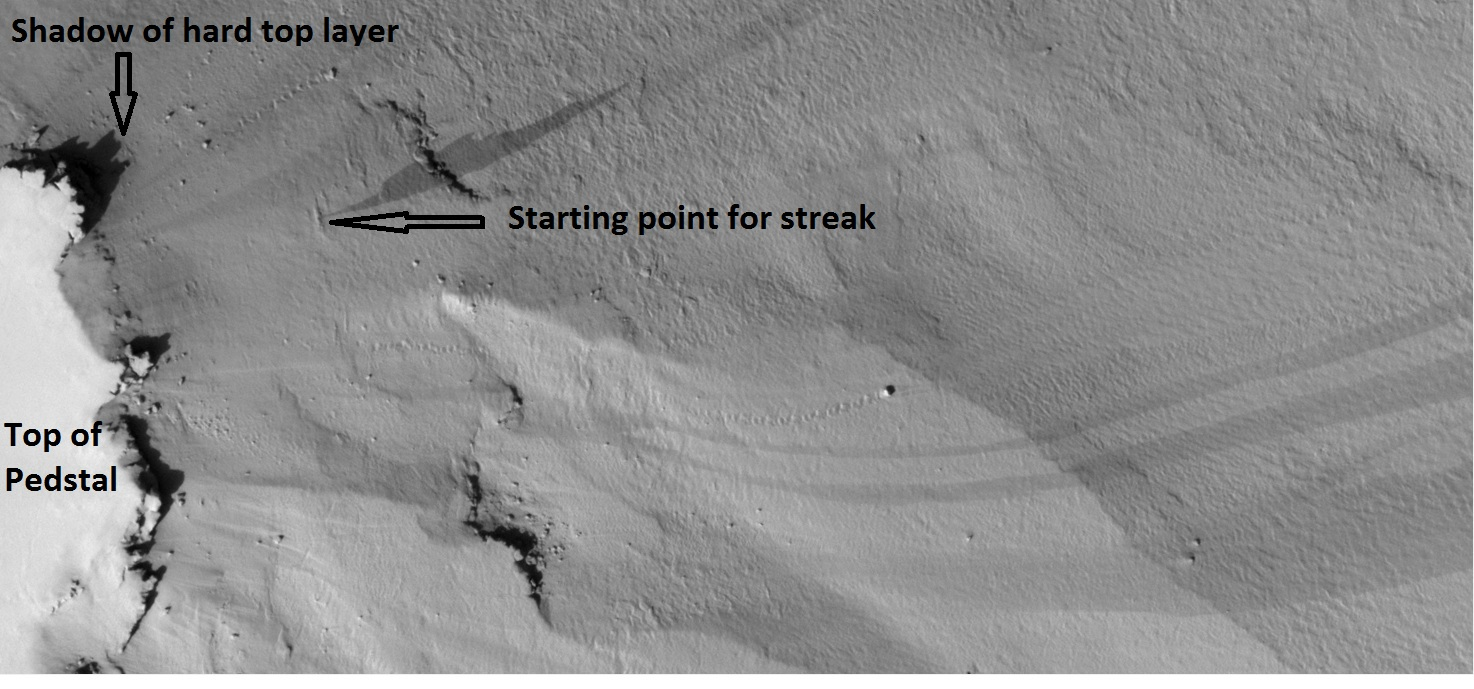
J. Marcas oscuras de talud próximas a la parte superior del pedestal de un cráter (imagen HiRISE, programa HiWish).
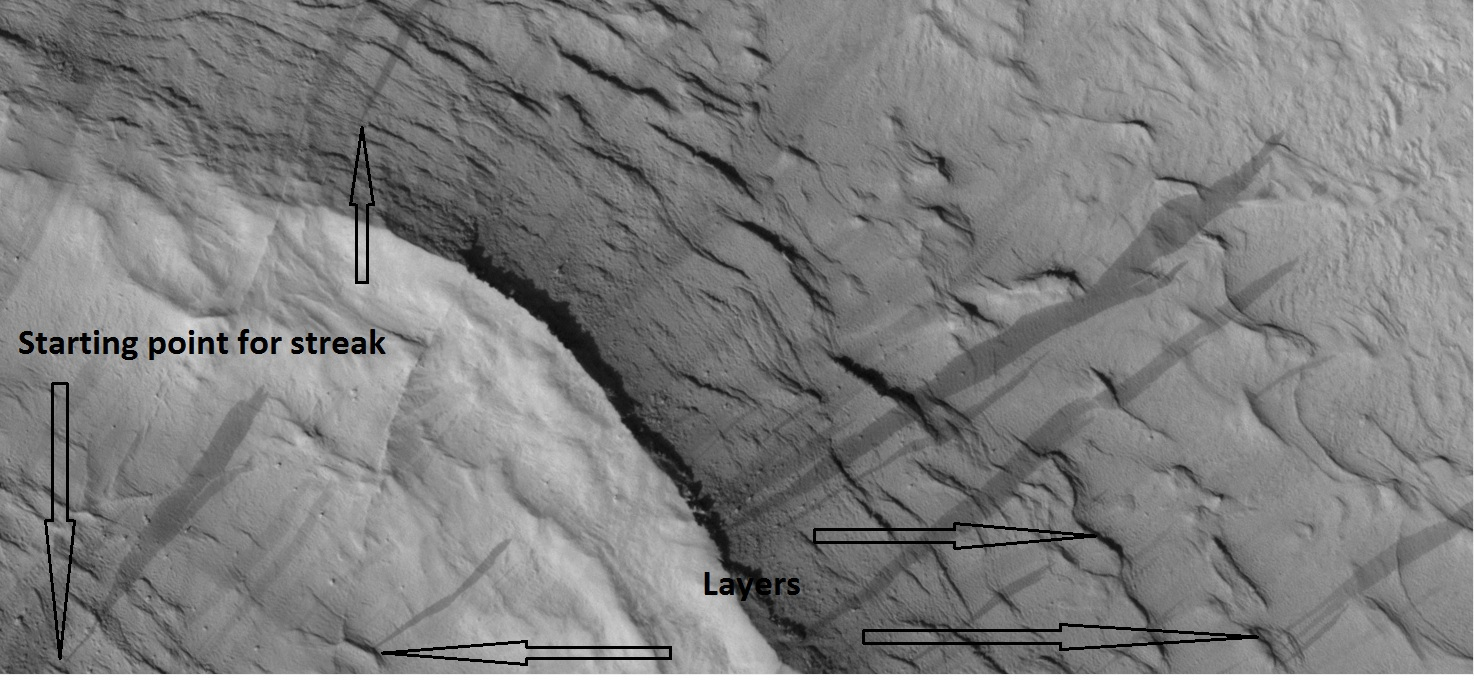
K. Marcas oscuras de talud y estratos próximos al pedestal de un cráter (imagen HiRISE, programa HiWish).
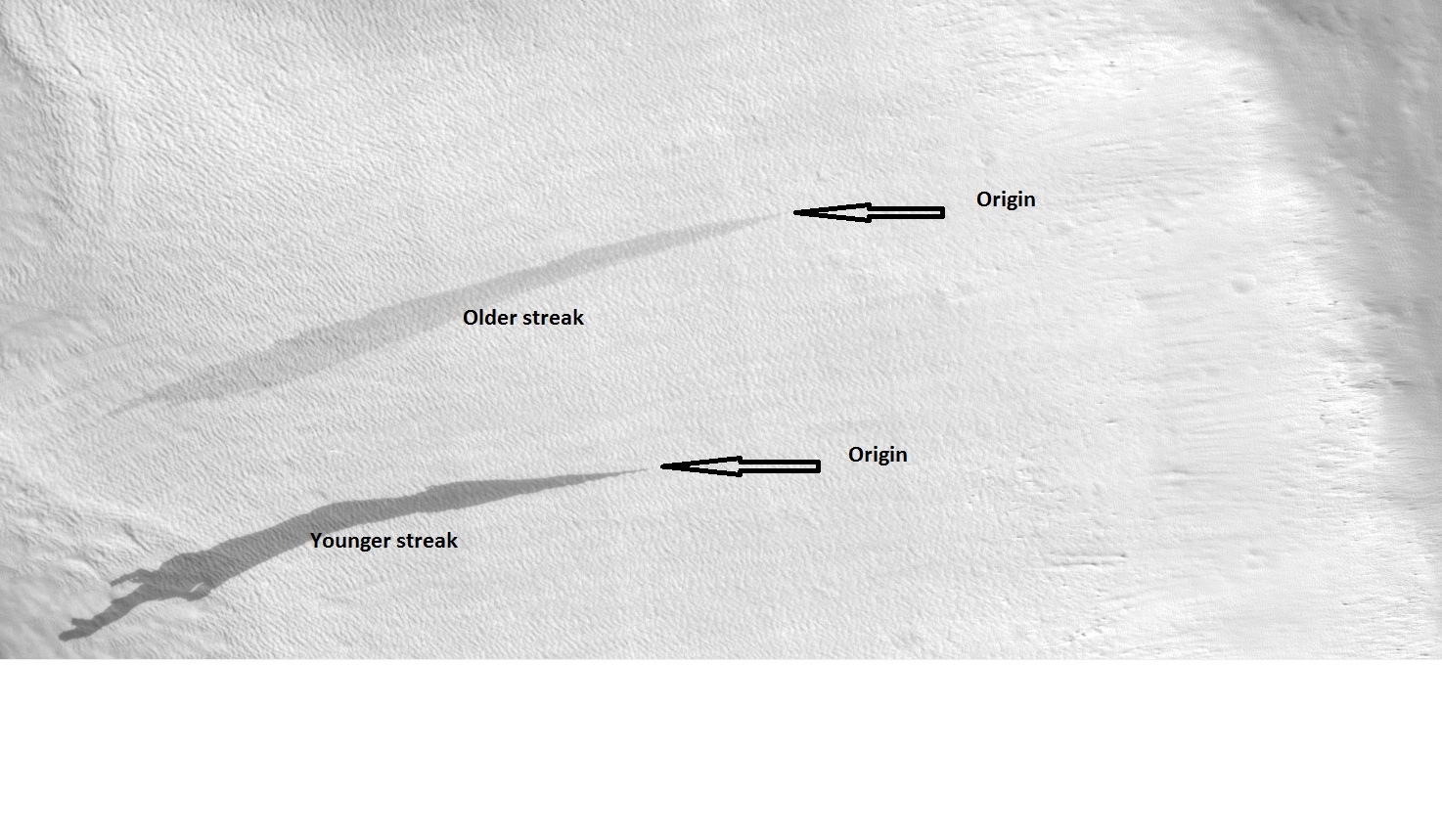
L. Marcas recientes oscuras y marcas antiguas más claras, ubicadas en el cuadrángulo Diacria (imagen HiRISE, programa HiWish).

## Lecturas relacionadas
- Barlow, N.G. (2008). Mars: An Introduction to Its Interior, Surface, and Atmosphere; Cambridge University Press: Cambridge, UK, ISBN 978-0-521-85226-5.
- Hartmann, William, K. (2003). A Traveler’s Guide to Mars: The Mysterious Landscapes of the Red Planet; Workman: New York, ISBN 0-7611-2606-6.

- Datos: Q5223552